# El ruido son las casas
 El ruido son las casas  es una película documental de Argentina filmada en colores dirigida por Luciana Foglio y Luján Montes sobre su propio guion que se estrenó el 27 de junio de 2019. La película fue exhibida el 14 de julio de 2018 en el Festival Internacional de Cine de Marsella.

## Sinopsis
Película sobre la creación de música experimental en Buenos Aires. Piezas sonoras que oscilan entre la música y lo que comúnmente se considera ruido improvisados por distintos artistas.

## Reparto
Intervinieron en el filme los siguientes intérpretes:
- Carolina Andreetti
- Julia Arbós
- Javier Areal Vélez
- Juan Barabani
- Victoria Baraga
- Javier Bustos
- Mariana Corral
- Diego Dubatti
- Jorge Espinal
- Andrea Fasani
- Lucrecia Frassetto
- Fabiana Galante
- Agustín Genoud

## Críticas
Adolfo C. Martínez en La Nación opinó:

” Cada ciudad y cada casa posee sus diferentes ruidos. Alegres unos; trágicos, otros, esos ruidos marcan a fuego a sus habitantes y los describen a través de sus quehaceres cotidianos en medio de un micromundo convulsionado…documental, sin diálogos y a través de luces y de sombras, (para)  mostrar el descubrimiento de múltiples elementos de creación sonora en el que el ruido invade todos los ámbitos y permite crear extrañas formas de visualización. En este film experimental, sus realizadoras decidieron ahondar en la creación rítmica a través de una rigurosa cámara que capta sonidos y música con un poético sentido de la ilusión.”

Catalina Dlugi escribió:

”..Luciana Foglio y Luján Montes…iniciaron la investigación para este trabajo cuando comenzaron a frecuentar recitales y a entrevistar a numerosos artistas que actuaban en el circuito de música experimental de Buenos Aires. Impresionadas con tanta creatividad y capacidad de improvisación, amplificaron sonidos de uso cotidiano y lograron que lo inaudible se transformara en un registro expresivo e inesperado, surgiendo a la superficie de nuestra percepción. Esa investigación tiene un resultado sorprendente y sugestivo. Como poner el evidencia un mundo paralelo e ignorado. La construcción de un paisaje sonoro y visual que convive con nosotros. El amanecer en la ciudad, los sonidos del trabajo, sillas manejadas a distancia, globos, humanos produciendo ruidos e interpretaciones. Un trabajo experimental sin diálogos, que logra un atractivo por lo diferente y audaz de una propuesta distinta.